# Leonardo Campana
Leonardo Campana Romero (* 24. července 2000) je ekvádorský profesionální fotbalista, který hraje na pozici útočníka za americký klub Inter Miami CF a ekvádorský národní tým.

## Klubová kariéra

### Barcelona SC
Campana začal svou kariéru v týmu Barcelona SC v roce 2016. Svůj první profesionální gól vstřelil 21. dubna 2019 proti Delfín de Manta.

### Wolverhampton Wanderers
Dne 21. ledna 2020 Campana přestoupil do anglického klubu Premier League Wolverhampton Wanderers na základě smlouvy na tři a půl roku.

### Famalicão
Dne 19. září stejného roku se Campana připojil k týmu Famalicão v rámci Primeira Ligy na sezónní hostování. Za Famalicão debutoval 28. září 2020, kdy nahradil Rubéna del Campa při vítězství 2:1 nad Belenenses SAD. Svůj první gól za Famalicão vstřelil 22. dubna 2021 při vítězství 3:0 nad Gil Vicente.

### Grasshopper
Dne 16. července 2021 se Campana připojil ke švýcarskému superligovému týmu Grasshopper na sezónní hostování. Poprvé nastoupil za švýcarský celek při porážce 0:2 s Basilejí, kde si vsítil vlastní gól.

### Inter Miami
Dne 20. ledna 2022 bylo oznámeno, že Campana přestoupí na sezónní hostování do klubu Major League Soccer Inter Miami. Za Inter debutoval 26. února 2022, kdy nastoupil při remíze 0:0 s Chicago Fire. Campana vstřelil svůj první gól za Miami 6. března 2022, což byl také jejich jediný gól při prohře 5:1 s Austinem FC. Campana byl 11. dubna 2022 jmenován hráčem týdne MLS pro 6. týden sezóny 2022 za svůj hattrick proti New England Revolution. Campana podepsal trvalou smlouvu s Miami 20. ledna 2023. Na soupisce pro mladé hráče má smlouvu do konce roku 2025 s opcí na prodloužení do roku 2026.
Dne 19. srpna 2023 vyhrál Inter Miami Leagues Cup 2023 na penalty, přičemž Campana proměnil třetí penaltu poté, co vystřídal Josefa Martíneze.
Campana vstřelil 24. srpna v semifinále US Open Cupu 2023 dva góly díky asistencím Lionela Messiho a Inter Miami postoupil do druhého finále sezóny, které ale prohrál s Houstonem Dynamo 2:1.

## Reprezentační kariéra
Campana na sebe začal upozorňovat na Mistrovství Jižní Ameriky ve fotbale hráčů do 20 let 2019, kde v devíti zápasech vstřelil šest gólů a Ekvádor se stal šampiónem.

## Osobní život
Campana je synem bývalého profesionálního tenisty a pozdějšího politika Pabla Campany, který se po reprezentaci Ekvádoru na Letních olympijských hrách 1996 stal ministrem obchodu ve vládě prezidenta Lenína Morena. Jeho pradědeček Gabriel vyhrál ve 20. letech 20. století šest medailí v ekvádorské lize a jeho dědeček Isidro Romero byl 15 let prezidentem klubu Barcelona SC a je po něm pojmenován stadion týmu v Guayaquilu, kde Campana hrával. Je příbuzným ekvádorského prezidenta Daniela Noboy prostřednictvím své babičky Isabel Noboa. Je také občanem Spojených států.

## Statistiky

### Klubové
Platí k zápasu hranému 2. března 2024.
| Klub                    | Sezóna            | Liga                   | Liga   | Liga | Národní pohár | Národní pohár | Kontinentální | Kontinentální | Ostatní | Ostatní | Celkově | Celkově |
| Klub                    | Sezóna            | Soutěž                 | Zápasy | Góly | Zápasy        | Góly          | Zápasy        | Góly          | Zápasy  | Góly    | Zápasy  | Góly    |
| ----------------------- | ----------------- | ---------------------- | ------ | ---- | ------------- | ------------- | ------------- | ------------- | ------- | ------- | ------- | ------- |
| Barcelona SC            | 2019              | Serie A                | 16     | 3    | 5             | 1             | —             | —             | —       | —       | 21      | 4       |
| Wolverhampton Wanderers | 2019/20           | Premier League         | 0      | 0    | —             | —             | —             | —             | —       | —       | 0       | 0       |
| Famalicão (hostování)   | 2020/21           | Primeira Liga          | 9      | 2    | 1             | 0             | —             | —             | —       | —       | 10      | 2       |
| Grasshopper (hostování) | 2021/22           | Švýcarská Super League | 14     | 3    | 1             | 0             | —             | —             | —       | —       | 15      | 3       |
| Inter Miami (hostování) | 2022              | MLS                    | 26     | 11   | 2             | 1             | —             | —             | —       | —       | 28      | 12      |
| Inter Miami             | 2023              | MLS                    | 26     | 9    | 4             | 2             | —             | —             | 7       | 0       | 37      | 11      |
| Inter Miami             | 2024              | MLS                    | 3      | 0    | —             | —             | 0             | 0             | —       | —       | 3       | 0       |
| Inter Miami             | Celkově           | Celkově                | 29     | 9    | 4             | 2             | 0             | 0             | 7       | 0       | 40      | 11      |
| Celkově v kariéře       | Celkově v kariéře | Celkově v kariéře      | 94     | 28   | 13            | 4             | 0             | 0             | 7       | 0       | 114     | 32      |

### Reprezentační
Platí k zápasu hranému 22. listopadu 2023.
| Národní tým | Rok     | Zápasy | Góly |
| ----------- | ------- | ------ | ---- |
| Ekvádor     | 2019    | 4      | 0    |
| Ekvádor     | 2020    | 1      | 0    |
| Ekvádor     | 2021    | 5      | 0    |
| Ekvádor     | 2022    | 2      | 0    |
| Ekvádor     | 2023    | 3      | 0    |
| Celkově     | Celkově | 15     | 0    |

## Úspěchy
Inter Miami
- Leagues Cup: 2023

Ekvádor U20
- Mistrovství Jižní Ameriky ve fotbale hráčů do 20 let: 2019
- Třetí místo na Mistrovství světa ve fotbale hráčů do 20 let: 2019

Individuální
- Nejlepší střelec Mistrovství Jižní Ameriky ve fotbale hráčů do 20 let: 2019